# Serpentine River (Roding River)
Der Serpentine River ist ein Fluss in der Region Tasman auf der Südinsel von Neuseeland.

## Geographie
Der Serpentine River entspringt im südwestlichen Teil der Bryant Range, rund 1,9 km nordwestlich des 1511 m hohen Mount Starveall. von dort aus fließt der Fluss über seine Gesamtlänge von rund 9,5 km in nordnordwestliche Richtung und mündet rund 4,5 km südlich der Stadt Richmond in den Roding River. Rund 1,5 km nordwestlich des Quellgebiets des Flusses befindet sich der 942 m hohe Berg Serpentine, den der Fluss rund 580 m östlich passiert.
Die Serpentine River Road folgt dem Flusslauf über den größten Teil seines Laufes und überquert ihn mehrfach. Sie endet auf der Aniseed Valley Road, die von Richmond aus ins Gebirge führt.